# 프로작 네이션
《프로작 네이션》(영어: Prozac Nation) 혹은 크리스티나 리치의 불행한 시절은 미국에서 제작된 에리크 숄비에르그 감독의 2001년 심리 드라마 영화이다. 크리스티나 리치, 제이슨 비그스, 앤 헤이치, 미셸 윌리엄스, 조너선 리스 마이어스, 제시카 랭 등이 출연하였고, 골트 니더호퍼 등이 제작에 참여하였다.

## 출연
- 크리스티나 리치
- 제이슨 비그스
- 앤 헤이치
- 미셸 윌리엄스
- 제시 모스
- 조너선 리스 마이어스
- 제시카 랭
- 니컬러스 캠벨
- 루 리드
- 키아라 재니
- 에밀리 퍼킨스
- 이언 트레이시

## 기타 제작진
- 공동 제작: 크리스티나 리치, 앤드리아 스펄링
- 라인 제작: 일디코 케메니, 나디아 리어넬리, 스콧 퍼트먼, 앤드루 슈거먼
- 협력 제작: 라이너 빙거, 라티 그로브만
- 배역: 낸시 도일, 펄리샤 퍼사노, 앤 매카시, 모라 타이, 메리 버뉴
- 미술: 클레이 A. 그리피스
- 의상: 테리 드레스바크